# Bruno Arndt
Bruno Arndt  (* 5. Mai 1874 in Beuthen/OS, Provinz Schlesien; † 16. Juli 1922 in Breslau, Provinz Niederschlesien) war ein Schriftsteller und Pädagoge. Er verwendete das Pseudonym Karl Bittermann.

## Leben
Bruno Arndt studierte Literatur und Sprachwissenschaft an der Universität Breslau und promovierte 1897 mit der Dissertation „Der Übergang vom Mittelhochdeutschen zum Neuhochdeutschen in der Sprache der Breslauer Kanzlei“, worin er anhand von Handschriften aus den Jahren 1352 bis 1560 die einzelnen Phasen der Entwicklung von den mittelhochdeutschen Dialektformen zur Neuhochdeutschen Schriftsprache herausarbeitete. Er war als Studienrat in Breslau und später an der Oberrealschule in Kattowitz tätig. 1922 erhielt er für sein Werk „Missa solemnis“ den Eichendorff-Preis.
Der Autor Klaus Ullmann verortete sein Schaffen so:

„Vom Naturalistischen herkommend, schildert er die Vereinsamung des Menschen und seine tragische Verstrickung mit dem Erbe seiner Heimat.“

## Publikationen
- Der Übergang vom Mittelhochdeutschen zum Neuhochdeutschen in der Sprache der Breslauer Kanzlei. Olms Verlag, ISBN 3487061694, Reprint aus: Germanistische Abhandlungen; Heft 15/Breslau 1898. (Diss. Univ. Breslau 1897) – Digitalisat

- Sonette (1906)
- Der verirrte Vogel. Roman (1909)
- Der Ruf der Felder. Roman (1911)
- Marianne. Roman (1921)
- Aus dem Leben des Schreibers Tobias Kiekbusch. Novelle. Trier: Lintz 1922 (= Die Novelle. Eine Bücherei zeitgenössischer Dichtung. Hrsg. v. Max Tau) (Besprechung)
- Missa solemnis. Novelle. Trier: Lintz 1922.